# (4783) Wasson
(4783) Wasson – planetoida z grupy pasa głównego asteroid okrążająca Słońce w ciągu 4,08 lat w średniej odległości 2,55 j.a. Odkryła ją Carolyn Shoemaker 12 stycznia 1983 roku. Nazwa planetoidy upamiętnia Johna T. Wassona – kosmochemika i profesora na University of California, Los Angeles.